# Jan Orliński

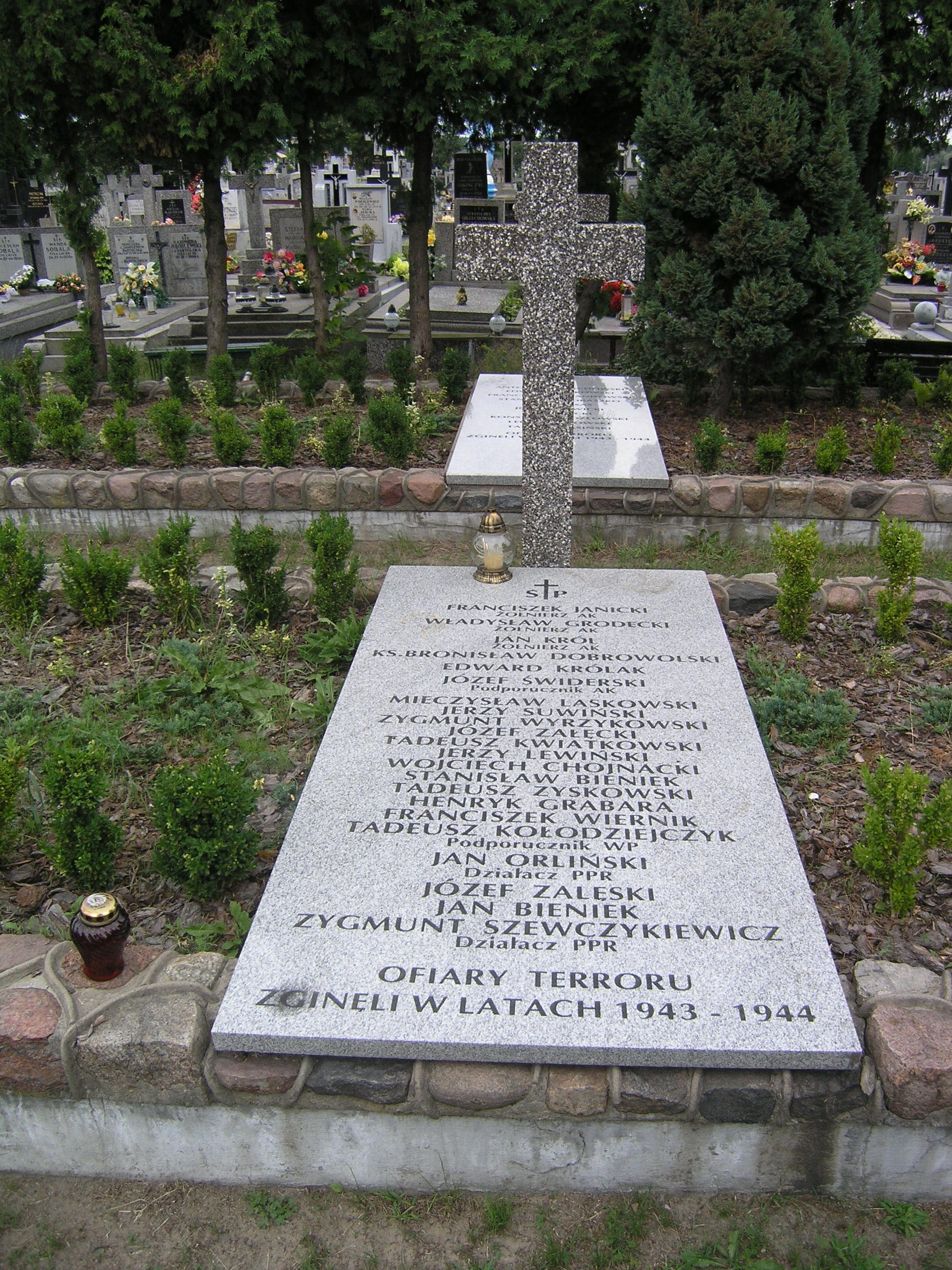
Grób żołnierzy AK – Franciszka Janickiego, Władysława Grodeckiego, Jana Króla, podporucznika Jana Świderskiego, podporucznika WP Tadeusza Kołodziejczyka, działaczy PPR - Jana Orlińskiego (I sekretarz KP PPR w Płocku) i Zygmunta Szewczykiewicza (sekretarz KP PPR w pow. płockim w latach 1942–1943), ks. Bronisława Dobrowolskiego (członka AK, wikariusza w parafii w Nasielsku) oraz Mieczysława Laskowskiego, Jerzego Suwińskiego, Zygmunta Wyrzkowskiego, Józefa Załęckiego, Tadeusza Kwiatkowskiego, Jerzego Lewińskiego, Wojciecha Chojnackiego, Stanisława Bieńka, Tadeusza Zyskowskiego, Henryka Grabarka, Franciszka Wiernika i Józef Zalęski w kwaterze wojennej na Cmentarzu parafialnym w Pomiechowie

Jan Orliński (ur. 1911 w Sikorzu, zm. 13 grudnia 1943 w Pomiechówku) – polski działacz komunistyczny, działacz KZMP i KPP, I sekretarz KP PPR w Płocku, członek GL.

## Życiorys
Z zawodu był robotnikiem. Od 1930 r., był członkiem Komunistycznego Związku Młodzieży Polskiej (KZMP), a w 1936 r., wstąpił w szeregi Komunistycznej Partii Polski (KPP). W okresie 20-lecia międzywojennego, kilkakrotnie aresztowany pod zarzutem działalności antypaństwowej i agitacji komunistycznej.
Po wybuchu II wojny światowej, był jednym z organizatorów i członków aktywu kierowniczego Rewolucyjnych Rad Robotniczo-Chłopskich "Młot i Sierp" (RRRCH), a następnie Polskiej Partii Robotniczej (PPR) i Gwardii Ludowej (GL) na terenie północnego Mazowsza. Członek Komitetu Okręgowego RRRCH w Płocku, a następnie w latach 1942–1943 Komitetu Okręgowego PPR oraz I sekretarz Komitetu Miejskiego PPR w Płocku.
Aresztowany przez Niemców, został stracony przez powieszenie w Pomiechówku, 13 grudnia 1943. Jego grób znajduje się w kwaterze wojennej na Cmentarzu w Pomiechowie.